# 柳本治安
柳本 治安（やなぎもと/やないもと はるやす）は、戦国時代の武将。柳本忠兵衛とも呼ばれた。

## 概要
治安は、山城国鳥羽を拠点とし、石清水八幡宮に属し馬の流通に携わった中井氏の出身であり、柳本賢治の家臣として活動していた。治安が柳本姓を名乗ったのは、賢治に治安の家格を上昇させる目的があった。治安の名前は、柳本賢治の偏諱「治」と中井氏の通字「安」の組み合わせである。同族には柳本源七郎と名乗った中井源七郎がいる。